# Trichomyia ptilotis
Trichomyia ptilotis är en tvåvingeart som beskrevs av Quate 1996. Trichomyia ptilotis ingår i släktet Trichomyia och familjen fjärilsmyggor.
Artens utbredningsområde är Costa Rica. Inga underarter finns listade i Catalogue of Life.